# Bahnhof Siegburg/Bonn
Der Bahnhof Siegburg/Bonn liegt in Siegburg an der Schnellfahrstrecke Köln–Rhein/Main, der Siegstrecke sowie der ehemaligen Bahnstrecke Siegburg–Olpe. Seine seit 2002 gültige Bezeichnung ist darauf zurückzuführen, dass er an der Schnellfahrstrecke Köln–Rhein/Main als Bahnhof für Bonn ausgebaut wurde. Die Verbindung nach Bonn Hauptbahnhof wird über die Stadtbahnstrecke Siegburger Bahn (Linie 66) in dichtem Takt hergestellt.
Der Bahnhof liegt im Gebiet des Verkehrsverbundes Rhein-Sieg (VRS). Das Betriebsstellenkürzel lautet KSIB (ehemalige Bundesbahndirektion Köln, Bahnhof Siegburg).

## Geschichte

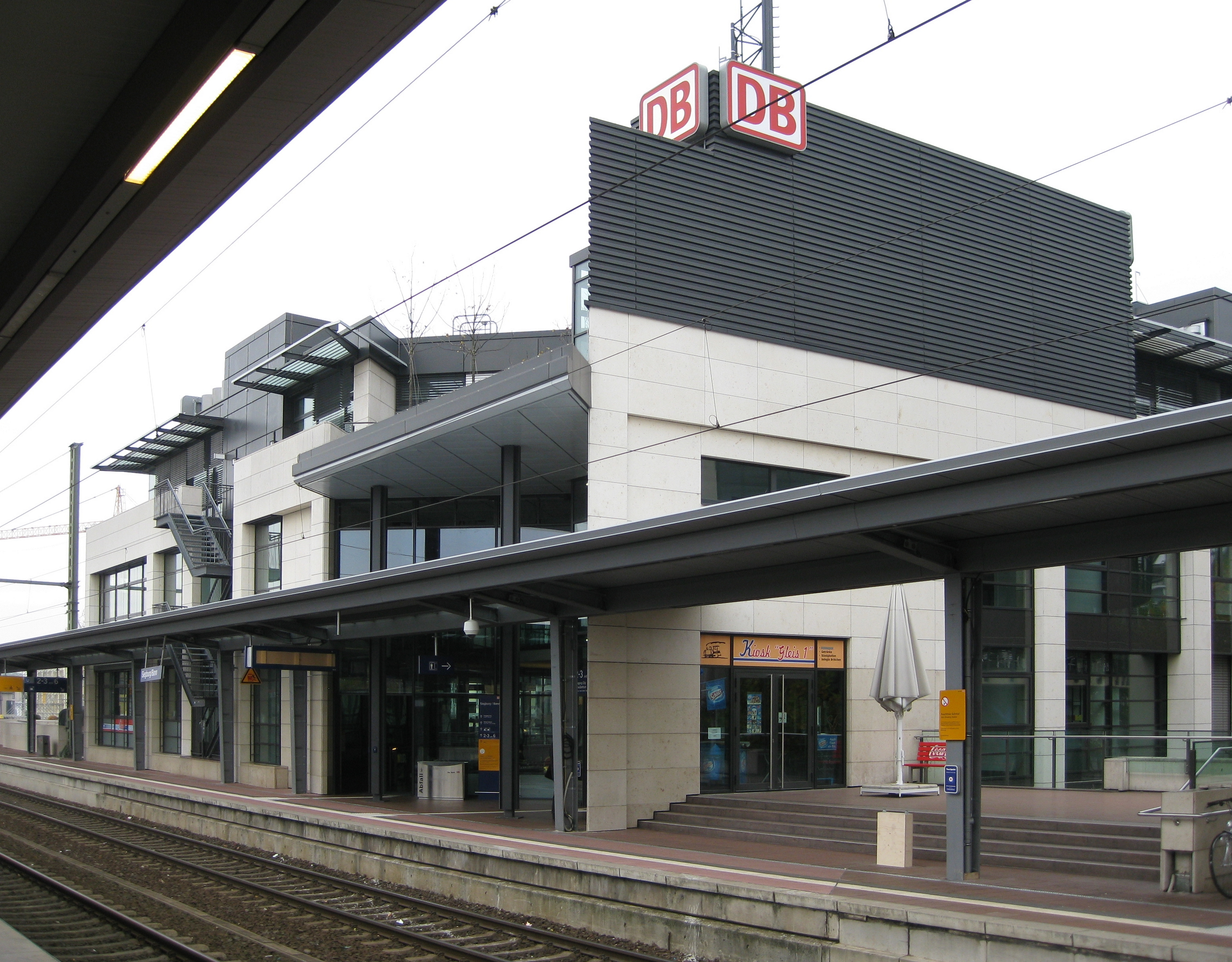
Bahnhofsgebäude (Gleisseite)

Der damalige Bahnhof Siegburg wurde 1859 als Bahnhof an der Siegstrecke eröffnet. Um 1870 sollte Siegburg nördlicher Endpunkt der rechten Rheinstrecke werden, die später durch das Aggertal ins Ruhrgebiet nach Bochum oder Essen fortgesetzt werden sollte, womit Siegburg zum bedeutenden Eisenbahnknoten geworden wäre. Einflussreiche Kölner setzten jedoch durch, dass die Rechte Rheinstrecke über die Friedrich-Wilhelms-Hütte nach Troisdorf und dort in Richtung Köln geführt wurde, während es nach Siegburg nur eine Zweigstrecke parallel zur Siegstrecke gab. Diese Verbindung wurde 1872 eröffnet und bereits 1884 wieder stillgelegt. Der Endbahnhof dieser Strecke, der Rheinische Bahnhof, benannt nach dem Betreiber, der Rheinischen Eisenbahn-Gesellschaft, lag direkt neben dem Bahnhof der Siegstrecke, die von der Köln-Mindener Eisenbahn-Gesellschaft betrieben wurde, auf dem Gelände des späteren Güterbahnhofs. Im selben Jahr wurde die Aggertalbahn über Overath und Dieringhausen nach Olpe eröffnet, die ab 1910 durch die Eröffnung der Direktverbindung Köln–Overath an Bedeutung verlor und seit 1954 nicht mehr im Personenverkehr befahren wird.

### Kleinbahnen
1897 errichtete die schmalspurige Brölthaler Eisenbahn-Actien-Gesellschaft westlich des Siegburger Bahnhofs einen eigenen Bahnhof, der 1955 stillgelegt wurde. Dort gab es umfangreiche Gleisanlagen, auch eine Rollbockgrube und eine Rollwagengrube, um normalspurige Güterwagen auf der Schmalspurbahn transportieren zu können. Im Jahre 1911 wurde die Siegburger Bahn eröffnet, die ihren Endpunkt direkt vor dem Empfangsgebäude, also östlich, hatte. 1914 wurde die Kleinbahn Siegburg–Zündorf in Betrieb genommen, die ebenfalls vor dem Bahnhof endete, allerdings auf der Straße, während die Siegburger Bahn einen von der Straße getrennten Bereich hatte. Beide Bahnen waren ab 1942 gleismäßig verbunden, einen durchgehenden Verkehr gab es jedoch nicht. Ab 1954 benutzen auch die Zündorfer Triebwagen die Haltestelle der Siegburger Bahn. Mit den Gleisen der Staatsbahn gab es keine Verbindung.
Die Kleinbahn Siegburg–Zündorf wurde ab 1920 als Straßenbahn betrieben, 1963 wurde sie auf dem Teilstück Siegburg–Troisdorf stillgelegt. Die Siegburger Bahn wurde 1960 als Straßenbahn umkonzessioniert. Die Haltestelle vor dem Bahnhof wurde 2000 zugunsten der neu errichteten Haltestelle in Tieflage des Bahnhofes aufgegeben.

### Neubauplanungen
1989 beschloss die Bundesregierung, die Neubaustrecke Köln–Rhein/Main durchgehend rechts des Rheins zu führen. Zwischenhalte waren – neben dem Flughafen Köln/Bonn, dem Raum Limburg, in Mainz, in Wiesbaden und am Flughafen Frankfurt – in Bonn-Vilich oder Siegburg vorgesehen.
Anfang 1995 führte die Stadt einen städtebaulichen Ideenwettbewerb für den Bahnhofsbereich durch.
Am 13. Mai 1997 wurde am Bahnhof Siegburg der symbolische Baubeginn der Neubaustrecke Köln–Rhein/Main in Nordrhein-Westfalen gefeiert: Der nordrhein-westfälische Wirtschaftsminister Wolfgang Clement, Bundesverkehrsminister Matthias Wissmann und Bahnchef Heinz Dürr legten hierbei drei Hebel aus der Hebelbank eines mechanischen Stellwerks um. Im Rahmen des Festaktes fuhr erstmals ein ICE den Bahnhof Siegburg an; Ehrengäste und 500 ausgeloste weitere Reisende fuhren im Rahmen einer Sonderfahrt anschließend mit dem ICE 2 über Köln und Düsseldorf nach Oberhausen und zurück.

### Der Neubau als ICE-Bahnhof

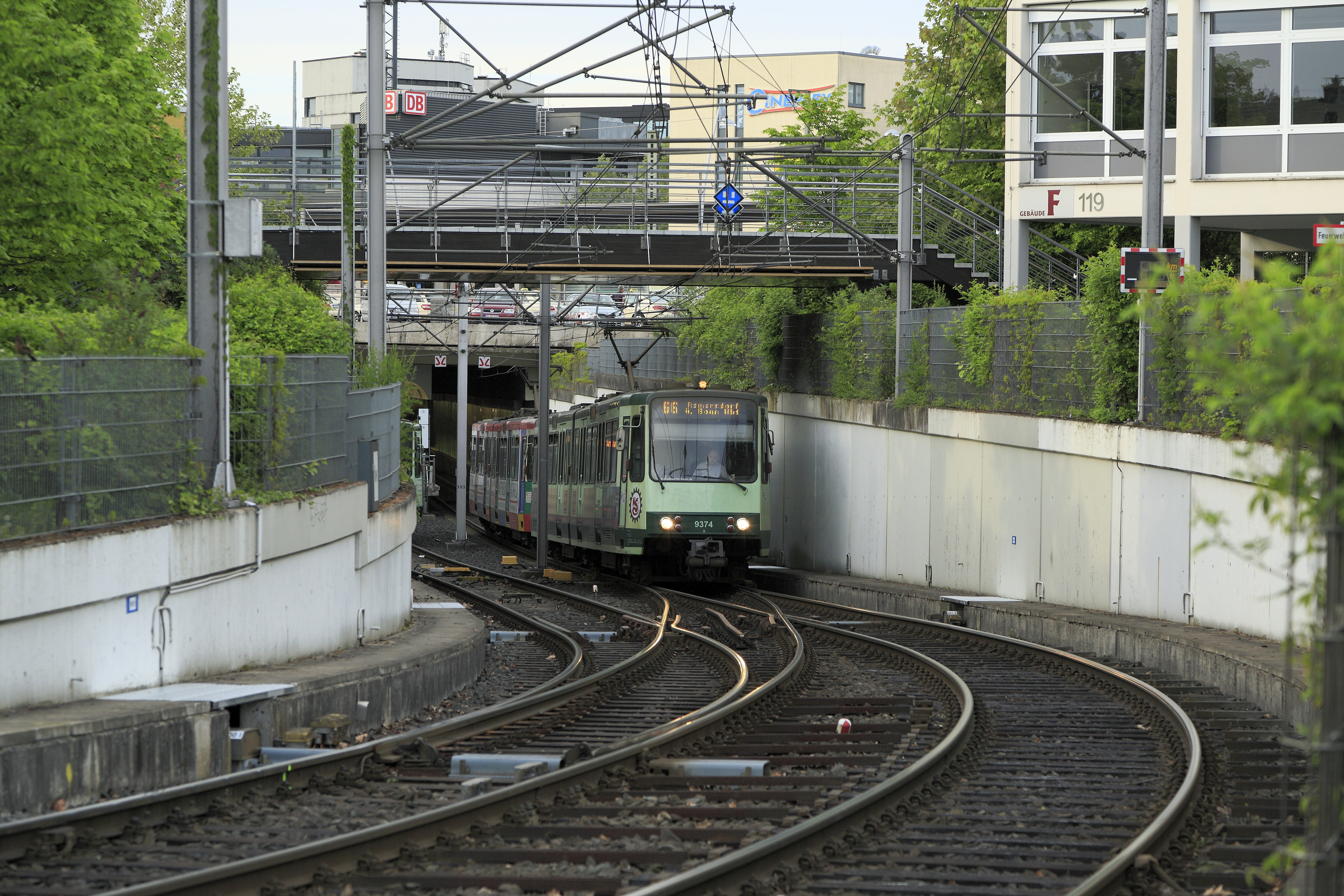
Rampe zur Stadtbahnhaltestelle im Untergeschoss

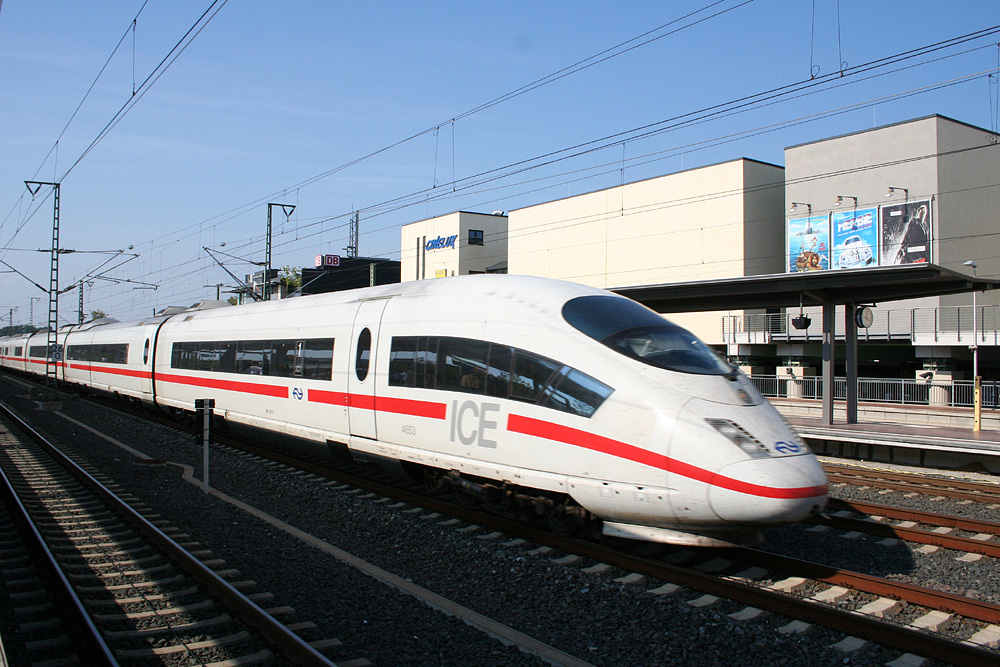
Ein ICE 3 durchfährt den Bahnhof ohne Halt.

Zum Jahreswechsel 1996/1997 wurde das Baulos 23 der Neubaustrecke für den 3,3 km langen und überwiegend auf dem Stadtgebiet von Siegburg liegenden Bereich vergeben. Für rund 40 Millionen DM sollten zwei durchgehende Hochgeschwindigkeitsgleise errichtet, Bahnsteige neu erbaut und angepasst sowie Brücken neu errichtet und umgebaut werden.
Im Zuge des Baus der Schnellfahrstrecke Köln–Rhein/Main wurde 2000 das alte Empfangsgebäude abgebrochen und durch einen Neubau ersetzt, der Ende September 2004 in Betrieb gegangen ist. Auch in der Umgebung des Bahnhofs kam es zu städtebaulichen Veränderungen.
Insbesondere musste das alte Empfangsgebäude der neuen Trasse der Siegburger Bahn weichen. Für das neue Gebäude wurde von Stadt und Deutscher Bahn ein städtebaulicher Ideenwettbewerb ausgeschrieben.
Am 25. Juni 2001 unterzeichneten Vertreter der Deutschen Bahn und der Stadt Siegburg einen Rahmenvertrag über den Umbau des Bahnhofs. Vier Tage später wurde der Bauauftrag vergeben. Die Eröffnung war für das dritte Quartal 2002 geplant. Von 3.000 Quadratmetern Nutzfläche waren 1.200 Quadratmeter für Handel und andere Dienstleistungen vorgesehen. Darüber hinaus wurden je zwei neue Gleise für durchfahrende sowie für haltende ICE angelegt. Die Durchfahrgleise können mit 200 km/h befahren werden, die Ein- und Ausfahrt in die beiden ICE-Bahnsteiggleise erfolgt mit 100 km/h.
Am 26. Juli 2002, ein Tag nach der Eröffnungsfahrt, war Siegburg Zwischenhalt einer ICE-3-Parallelfahrt von Frankfurt über Siegburg nach Montabaur. Etwa 500 Menschen, die an dem Projekt mitgewirkt hatten, stiegen in Siegburg zu.
Mit der Vollinbetriebnahme der Neubaustrecke am 15. Dezember 2002 wurde der Bahnhof in „Siegburg/Bonn“ umbenannt. Damit wird darauf hingewiesen, dass dieser Bahnhof der Anschluss von Bonn an die Schnellfahrstrecke ist, denn seit die neue Strecke in das ICE-Netz integriert wurde, fährt die Mehrzahl der Fernzüge zwischen dem Rhein-Main-Gebiet und Köln nicht mehr über Bonn Hauptbahnhof.
Die Stadtbahnstrecke der Siegburger Bahn, die zuvor auf dem Vorplatz endete, wurde über eine Rampe direkt in das neue Untergeschoss des Bahnhofs geführt. Der unterirdische Endpunkt erhielt zwei Hochbahnsteige. Von dort sind die Gleisanlagen für den Fern- und Regionalverkehr über Treppen und Aufzüge zu erreichen. Die Abfahrtszeiten der Stadtbahnzüge werden bereits auf den Informationstafeln im Eingangsbereich des Bahnhofs angezeigt. An der Wand hinter dem Stadtbahngleis schuf der Maler und Bildhauer Hans-Günther van Look als Kunst am Bau die Installation Großer Lichthorizont – Siegburg 2005, die aus Glastafeln in verschiedenen Formaten mit einer Hinterglasmalerei auf einer Länge von 50 Metern besteht.
Der Bahnhof hat heute sechs Gleise: zwei bahnsteiglose Durchfahrtgleise der Schnellfahrstrecke und vier Bahnsteigkanten (einen Mittelbahnsteig und zwei Außenbahnsteige). Die 400 m langen ICE-Bahnsteige sind auf 300 m Länge überdacht. Am Mittelbahnsteig halten sowohl ICE-Züge Richtung Köln als auch Regional- und S-Bahn-Züge Richtung Hennef (Sieg). Der Regional- und S-Bahn-Bahnsteig in Richtung Köln ist 210 m lang.
Als Abschlepploks waren ab 2003 zwei Maschinen der Reihe 226 im Bahnhof Siegburg/Bonn stationiert. Diese Lokomotiven wurden später abgezogen.
Vor Eröffnung der Station hatte die Deutsche Bahn die Einrichtung von 100 Pkw-Stellplätzen gefordert. Zur Inbetriebnahme standen 500 Stellplätze zur Verfügung. Neben dem Bahnhof liegt ein um 2005 erbautes Parkhaus mit 730 Stellplätzen (Stand: 2014). Die Zahl der Parkplätze am Bahnhof sollte 2011 mit der Erweiterung des Parkhauses von vormals rund 1000 auf rund 1500 erhöht werden, was allerdings nicht umgesetzt wurde.
Nachdem ein Teil der im Bahnhof haltenden ICE-Züge in den späten 2010er Jahren von ICE 3 auf ICE 4 mit einer um 50 km/h geringeren Höchstgeschwindigkeit umgestellt wurde, wurde ein Teil der Verkehrshalte in Siegburg gestrichen. Nach Beschaffung weiterer 30 neuer Einheiten für 300 km/h wird mit einer Wiedereinführung der Halte gerechnet.
Im November 2021 beantragte die Deutsche Bahn, zwei Weichen und eine Gleissperre im Bahnhof zurückzubauen.

## Verkehrsangebot

### Fernverkehr
Folgende ICE-Linien halten in Siegburg/Bonn (Stand 2023):
| Linie                | Linienverlauf | Takt          |
| -------------------- | --- | ------------- |
| ICE 42               | (Hamburg – Münster –) Dortmund – Düsseldorf – Köln – Siegburg/Bonn – Frankfurt Flughafen Fernbf – Mannheim – Stuttgart – München                                                     | 120 min       |
| ICE 43               | (Hannover –) Dortmund – Wuppertal – Köln – Siegburg/Bonn – Frankfurt Flughafen Fernbf – Mannheim – Karlsruhe – Basel SBB                                                             | einzelne Züge |
| ICE 45               | Köln – Köln/Bonn Flughafen – Siegburg/Bonn – Montabaur – Limburg Süd – Wiesbaden – Mainz – Mannheim – Heidelberg – Vaihingen – Stuttgart                                             | einzelne Züge |
| ICE 49               | Köln Hbf – Siegburg/Bonn – Montabaur – Limburg Süd – Frankfurt Flughafen Fernbf – Frankfurt (Main) Hbf                                                                               | einzelne Züge |
| ICE International 79 | Brüssel Midi – Brüssel Nord – Liège-Guillemins – Aachen – Köln – (Köln/Bonn Flughafen – Siegburg/Bonn – Montabaur – Limburg Süd) – Frankfurt Flughafen Fernbf – Frankfurt (Main) Hbf | ein Zugpaar   |

### Regionalverkehr
Folgende Linien des Regionalverkehrs halten in Siegburg/Bonn:
| Linie | Linienverlauf | Takt                                         |
| ----- | --- | -------------------------------------------- |
| RE 9  | Rhein-Sieg-Express: Aachen Hbf – Aachen-Rothe Erde – Stolberg (Rheinl) Hbf – Eschweiler Hbf – Langerwehe – Düren – Horrem – Köln-Ehrenfeld – Köln Hbf – Köln Messe/Deutz – Porz (Rhein) – Troisdorf – Siegburg/Bonn – Hennef (Sieg) – Eitorf – Herchen – (Dattenfeld –)* Schladern (Sieg) – (Rosbach (Windeck) –)* Au (Sieg) – (Etzbach –)* Wissen (Sieg) – (Niederhövels – Scheuerfeld (Sieg) –)* Betzdorf (Sieg) – Kirchen – Brachbach (– Niederschelden – Eiserfeld (Sieg))* – Siegen Hbf * Halt einzelner Züge im Nacht- und Berufsverkehr Stand: Fahrplanwechsel Dezember 2023 | 60 min                                       |
| S 12  | Horrem – Frechen-Königsdorf – Köln-Weiden West – Köln-Lövenich – Köln-Müngersdorf Technologiepark – Köln-Ehrenfeld – Köln Hansaring – Köln Hbf – Köln Messe/Deutz – Köln Trimbornstraße – Köln Airport Businesspark – Köln Steinstraße – Porz (Rhein) – Porz-Wahn – Spich – Troisdorf – Siegburg/Bonn – Hennef (Sieg) – Hennef Im Siegbogen – Blankenberg (Sieg) – Merten (Sieg) – Eitorf – Herchen – Dattenfeld (Sieg) – Schladern (Sieg) – Rosbach (Sieg) – Au (Sieg) Stand: Fahrplanwechsel Dezember 2023                                                                        | 20 min (Horrem–Hennef) 60 min (Hennef–Au)    |
| S 19  | Düren – Merzenich – Buir – Sindorf – Horrem – Frechen-Königsdorf – Köln-Weiden West – Köln-Lövenich – Köln-Müngersdorf Technologiepark – Köln-Ehrenfeld – Köln Hansaring – Köln Hbf – Köln Messe/Deutz – Köln Trimbornstraße – Köln Frankfurter Straße – Köln/Bonn Flughafen – Porz-Wahn – Spich – Troisdorf – Siegburg/Bonn – Hennef (Sieg) – Hennef Im Siegbogen – (Blankenberg (Sieg) /) Merten (Sieg) – Eitorf – Herchen – Dattenfeld (Sieg) – Schladern (Sieg) – Rosbach (Sieg) – Au (Sieg) Stand: Fahrplanwechsel Dezember 2023                                               | 20/40 min (Horrem–Hennef) 60 min (Hennef–Au) |

### Stadtbahn
Der Bahnhof Siegburg/Bonn ist über die Siegburger Bahn an das Netz der Stadtbahn Bonn angebunden:
| Linie | Linienverlauf | Takt                                                                                              |
| ----- | --- | ------------------------------------------------------------------------------------------------- |
| 66    | U Siegburg/Bonn Bf – Sankt Augustin-Mülldorf – Sankt Augustin Zentrum/Hochschule Bonn-Rhein-Sieg – Sankt Augustin Kloster – Sankt Augustin Ort – Hangelar Ost – Hangelar Mitte – Hangelar West – Vilich-Müldorf – Vilich – Adelheidisstraße – Konrad-Adenauer-Platz – Bertha-von-Suttner-Platz/Beethovenhaus – Stadthaus – U Bonn Hbf – U Universität/Markt – U Juridicum – U Bundesrechnungshof/Auswärtiges Amt – U Museum Koenig – U Heussallee/Museumsmeile – Ollenhauerstraße – Olof-Palme-Allee – Robert-Schuman-Platz – Rheinaue – U Ramersdorf – Oberkassel Nord – Oberkassel Mitte – Oberkassel Süd/Römlinghoven – Oberdollendorf Nord – Oberdollendorf – Longenburg/CJD Königswinter – Königswinter Clemens-August-Straße – Königswinter Fähre – Königswinter Denkmal – Rhöndorf – Bad Honnef Am Spitzenbach – Bad Honnef | 10 min (Siegburg–Ramersdorf) 10/20 min (Ramersdorf–Königswinter) 20 min (Königswinter–Bad Honnef) |
| 67    | U Siegburg/Bonn Bf – Sankt Augustin-Mülldorf – Sankt Augustin Zentrum/Hochschule Bonn-Rhein-Sieg – Sankt Augustin Kloster – Sankt Augustin Ort – Hangelar Ost – Hangelar Mitte – Hangelar West – Vilich-Müldorf – Vilich – Adelheidisstraße – Konrad-Adenauer-Platz – Bertha-von-Suttner-Platz/Beethovenhaus – Stadthaus – U Bonn Hbf – U Universität/Markt – U Juridicum – U Bundesrechnungshof/Auswärtiges Amt – U Museum Koenig – U Heussallee/Museumsmeile – Ollenhauerstraße – Olof-Palme-Allee – Max-Löbner-Straße/Friesdorf – Hochkreuz/Deutsches Museum Bonn – U Wurzerstraße – U Plittersdorfer Straße – U Bad Godesberg Bf – U Bad Godesberg Stadthalle | zwei Fahrten (morgens an Schultagen)                                                              |

## Aufbau
Der Aufbau des Bahnhofs ist wie folgt:
Hinweis: Die angegebenen Linien halten primär, jedoch nicht zwingend ausschließlich an diesen Bahnsteigen. Bei den angegebenen Richtungen des Fernverkehrs handelt es sich ebenfalls nur um die primären Richtungen.
| Gleis | Form              | Bedienung                             | Bedienung                                          | Bedienung                                          | Bedienung |
| ----- | ----------------- | ------------------------------------- | -------------------------------------------------- | -------------------------------------------------- | --------- |
| 1     | durchgehend       | RE 9 Köln / Aachen                    | S 12 Köln                                          | S 19 Köln / Köln Bonn Flughafen                    |           |
| 2     | durchgehend       | RE 9 Siegen                           | S 12 Hennef (Sieg) / Au (Sieg)                     | S 19 Hennef (Sieg) / Au (Sieg)                     |           |
| 3     | durchgehend       | ICE nach Köln                         | ICE nach Köln                                      | ICE nach Köln                                      |           |
| 4     | Durchfahrtsgleise | Durchfahrtsgleise                     | Durchfahrtsgleise                                  | Durchfahrtsgleise                                  |           |
| 5     | Durchfahrtsgleise | Durchfahrtsgleise                     | Durchfahrtsgleise                                  | Durchfahrtsgleise                                  |           |
| 6     | durchgehend       | ICE nach Frankfurt (Main)             | ICE nach Frankfurt (Main)                          | ICE nach Frankfurt (Main)                          |           |
| 11    | Stumpfgleis       | 66 Sankt Augustin / Bonn – Bad Honnef | 67 Sankt Augustin / Bonn (Nur während Schulzeiten) | 67 Sankt Augustin / Bonn (Nur während Schulzeiten) |           |
| 12    | Stumpfgleis       | 66 Sankt Augustin / Bonn – Bad Honnef | 67 Sankt Augustin / Bonn (Nur während Schulzeiten) | 67 Sankt Augustin / Bonn (Nur während Schulzeiten) |           |

Alle Bahnsteige sind barrierefrei zugänglich.

## AIRail
Seit dem 5. November 2007 gehört der Bahnhof zum AIRail-System. Im Bahnhof gab es im Reisezentrum zwei Lufthansa-Check-In-Automaten, an dem Passagiere zu Lufthansa-Flügen einchecken konnten. Diese wurden inzwischen durch andere Check-In-Möglichkeiten ersetzt. Die Passagiere fahren mit einem ICE bis zum Flughafen Fernbahnhof Frankfurt am Main und steigen dort in ein Flugzeug um. Die Gepäckaufgabe erfolgt am Flughafen Frankfurt Main.
Der Bahnhof hat in diesem Zusammenhang den IATA-Code ZPY erhalten.

## Bedeutung für die Region Bonn
Laut Zählungen der Stadt nutzen täglich rund 20.000 Fahrgäste den Bahnhof (Stand: Februar 2011).
Im Rahmen des Vorlaufbetriebes auf der Neubaustrecke Köln–Rhein/Main wurde Siegburg/Bonn ab 1. August 2002 zunächst von jedem dritten ICE-Zug bedient; die übrigen beiden fuhren jeweils durch. Im ersten Betriebsjahr hielt in jeder Richtung etwa alle zwei Stunden ein ICE. Pro Tag wurden wenige hundert ICE-Fahrgäste gezählt.
Bis 2004 wuchsen die Fahrgastzahlen um bis zu 70 Prozent pro Jahr. 2004 wurden rund 14.000 ICE-Fahrgäste pro Woche gezählt, 2005 rund 20.000. Wurden 2005 noch knapp 2.500 ICE-Fahrgäste pro Tag gezählt, sind es 2012 rund 4.000. Mitte 2012 sprach die Bahn von insgesamt rund 8.000 einsteigenden ICE-Reisenden, die täglich die drei Bahnhöfe Siegburg/Bonn, Limburg Süd und Montabaur nutzten. Laut Angaben von Anfang 2014 werden täglich rund 14.000 Reisende im Nahverkehr und 5.000 im Fernverkehr gezählt.
Im Fahrplanjahr 2010 hielten werktäglich rund 56 ICE-Züge in Siegburg/Bonn. Im Fahrplanjahr 2007 hielten wochentags täglich 61 ICE, im Gegensatz zu 51 im Jahr 2005 und 38 im Jahre 2003. Die Zahl der Direktverbindungen vom und zum Hauptbahnhof Frankfurt am Main wurde auf 29 erhöht. Im Fahrplanjahr 2020 weist der Bahnhof 63 ICE-Halte pro Werktag auf.
Siegburg weist, bezogen auf die Einwohnerzahl, nach Montabaur die zweithöchste Dichte von BahnCard-100-Inhabern auf (Stand: Januar 2018).